# U-109号潜艇 (1917年)
陛下之109号潜艇是德意志帝国海军建造的一艘中型潜艇或称U艇。它由基尔的日耳曼尼亚船厂承建，于1917年9月25日下水，至同年11月7日交付使用。U-109号是在第一次世界大战期间服役的329艘德国潜艇之一，曾参加大西洋潜艇战。在其仅有的一次巡逻中，未能取得任何战功。1918年1月28日，U-109号在多佛尔海峡失踪，据推定它可能是为了躲避多佛尔巡逻队的船只而下潜，进而不慎触雷沉没。

## 设计
第一次世界大战爆发后，为了满足潜艇破交战的作战需求，德意志帝国海军潜艇监察局（Inspektion des U-Bootwesens）在U-43号（战时动员型）的基础上，研发出了一种技术上更为成熟的中型双壳体远洋潜艇。其排水量适中、性能均衡，非常适合北海和英国周边海域的作战环境。海军为此共计批出34艘订单，战术编号使用U-81至U-114号。实战证明，这一系列的潜艇具有出色的航海能力和稳定的耐用性，它们的许多布置也对后世IX級潛艇和国外一些潜艇的设计产生了影响。
U-109号是由基尔日耳曼尼亚船厂承建的第三批次（U-105至U-114号）的五号艇。它沿袭了前一批次（U-93至U-98号）的优化艇体设计，有较佳的机动性能；但在排水量和航速方面略为下降，惟续航里程有所提升。U-109号的水上和水下排水量分别为798吨和1000吨。其全长71.55米；舷宽6.30米，当中的耐压壳体宽4.15米；有3.90米的吃水深度。艇只搭载有可在水上使用的两台猛狮六缸四冲程柴油发动机，总功率为2,400匹公制馬力（1,765千瓦特）；以及可在水下使用的西门子-舒克特双电动发电机，总功率为1,200匹公制馬力（883千瓦特）。这些发动机用以驱动双轴、每根轴各一个的直径1.70米长螺旋桨。它的潜航深度为50米。
U-109号在水上的最高速度达16.4節（30.4每小時），在水下的最高航速则为8.4節（15.6每小時）。它可以8節（15每小時）的速度在水上巡航9,280海里（17,190），或以5節（9.3每小時）的速度在水下巡航50海里（93）。该艇装备了六具直径为500毫米的鱼雷发射管，其中艇艏四具、艉部两具，并可合共携带至多16枚鱼雷；作为辅助武器的甲板炮则是一门105毫米45倍径速射炮和一门88毫米30倍径速射炮。其标准船员编制为4名军官及32名水兵。

## 历史
U-109号是由德意志帝国海军作为K项战时订单（Kriegsauftrag K）的一部分，于1916年5月5日向基尔的日耳曼尼亚船厂订购，建造编号为278。艇只于1917年9月25日下水，至同年11月7日在首任暨唯一一任艇长、海军上尉奥托·奈伊的指挥下正式交付使用。完成海试后，U-109号自1918年1月24日被编入分驻埃姆登和博尔库姆的第四潜艇区舰队服役，并在短暂的役期中一直隶属于该部队。
第一次世界大战期间，U-109号仅在北大西洋东部的不列颠岛附近执行过一次不完整的巡逻，期间没有击沉或击伤任何舰船。在这次巡逻中，U-109号于1918年1月24日离开埃姆斯河口，本应经由英吉利海峡前往聖佐治海峽。然而，德国军方并未确认其穿越英吉利海峡，因此该艇自1918年1月26日起便失踪了。造成失事的原因可能是为躲避英国漂网渔船绿柱石三号（H.M. Beryl III）的炮击，而在英国人布设的多佛尔屏障中不慎触雷：1月24日凌晨，这艘隶属多佛尔巡逻队的漂网渔船正在福克斯通－格里斯内兹角间的雷区巡逻，当时船员们注意到了一艘潜艇。潜艇遭到炮击并被迫下潜。不久之后，绿柱石三号的船员们便听到了水雷爆炸的声音。事件发生的地点和时间表明这艘潜艇正是U-109号。据推定，该艇沉没的方位大致位于多佛尔海峡的50°53′N 1°31′E / 50.883°N 1.517°E处。

## 脚注
1. ↑  Helgason, Guðmundur. . German and Austrian U-boats of World War I - Kaiserliche Marine - Uboat.net.   [2021-12-14].
2. ↑  Gröner 1991，第12-14頁.
3. 1 2  Helgason, Guðmundur. . German and Austrian U-boats of World War I - Kaiserliche Marine - Uboat.net.   [2015-03-16].
4. ↑  陈进，第71頁.
5. ↑  Herzog，第50頁.
6. ↑  Helgason, Guðmundur. . German and Austrian U-boats of World War I - Kaiserliche Marine - Uboat.net.   [2021-11-29].
7. ↑  Herzog，第48頁.
8. 1 2  Gröner 1991，第12–14頁.
9. ↑  Herzog，第139頁.
10. ↑  Herzog，第124頁.
11. ↑  Herzog，第69頁.
12. ↑  Herzog，第91頁.
13. ↑  Kemp，第43頁.
14. ↑  Messimer，第120頁.